# فوروارد-سنتر

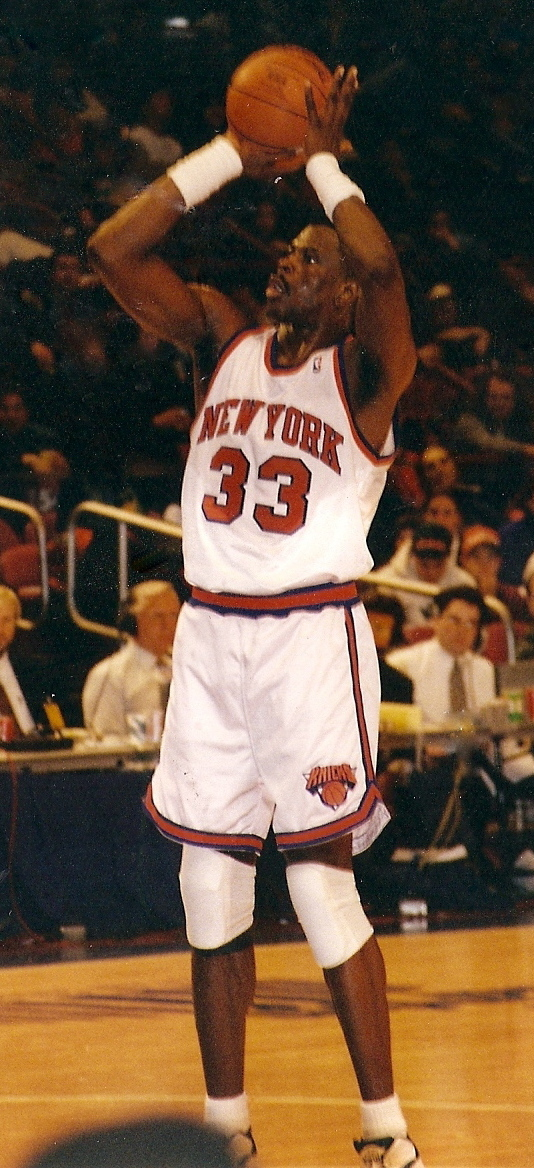
پاتریک اوینگ

فوروارد-سنتر یا مردبزرگ (Bigman) یکی از پست‌های بسکتبال برای بازیکنانی که توانایی بازی کردن در هر دو پست فوروارد و سنتر را به عنوان پایه ثابت دارند می‌باشد. معمولاً این به معنی فوروارد قدرتی و سنتر است ولی اینها معمولاً دو موقعیت بزرگترین بازیکن در هر تیم بسکتبال هستند و بنابراین اغلب یکدیگر همپوشانی می‌کنند.
از زمانی که بازی در دهه ۱۹۶۰ تکامل یافت و تخصصی تر شد فوروارد-سنتر به عنوان یک اصطلاح بسکتبال شناخته شد. پنج پست بسکتبال معمولاً به سه دسته فوروارد ، مدافع و  سنتر شناخته می شد اما در حال حاضر به‌طور کلی پذیرفته شده‌است که پنج موقعیت اصلی، پوینت گارد، شوتینگ گارد ، مهاجم ریزتک ، فوروارد قدرتی و سنتر است.
معمولاً، فوروارد-سنتر مهاجمی با استعداد است که دقایقی برای بازی در پست سنتر برای کمک به تیم در آن پست به داخل زمین می‌آید. این بازیکنان همچنین در صورتی که اتحادیه ملی بسکتبال قد پایین 7 فوت داشته باشند و توانایی فردی بالا داشته باشند می‌توانند در پست فوروارد قدرتی بازی کنند ، مخصوصاً این زمانی اتفاق می افتد که تیم سنتری بهتر داشته باشد.  یکی از این بازیکنان مارکوس کامبی از تیم نیویورک نیکس با قد ۶ فوت و ۱۱ اینچ (۲۱۱ سانتی متر) بود، او معمولاً در پست سنتر بازی می‌کرد ولی او در اوایل حضورش در نیویورک نیکس  در پست فوروارد قدرتی بازی می‌کرد زیرا در آن زمان ، تیم یکی از بهترین سنترها در لیگ با قد ۷ فوت (۲۱۳ سانتی متر) به نام پاتریک اوینگ را داشت. پاتریک اوینگ نیز در اوایل دوره حرفه‌ای اش در به عنوان فوروارد-سنتر استفاده می شد  زیرا در آن زمان، تیم دارای دو سنتر بلند قد به نام بیل کارترایت با قد ۷ فوت و ۱ اینچ (۲۱۶ سانتی متر) و رافت سمپسون با قد ۷ فوت و ۴ اینچ (۲۲۴ سانتی متر) داشت که یکی دیگر از فوروارد-سنتر‌هایی که در زمان تازه کاری اش در سال ۱۹۸۳ به عنوان سنتر بازی می‌کرد. در سال ۱۹۸۴، وقتی که حکیم اولاجوان به قد ۷ فوت (۲۱۳ سانتی متر) درفت شد او به پست فوروارد-سنتر رفت. بیشتر فوروارد-سنتر‌ها در رنج قدی ۶ فوت و ۹ اینچ (۲٬۰۶ متر) تا ۷ فوت (۲٬۱۳ متر) هستند. 
برخی فوروارد-سنتر‌های قابل توجه عبارتند از:
پاتریک اوینگ، کایل اوکویین، میشل تامپسون، جان سلی، جیسون تامپسون، کریس هامفریز، نیک کولیسون، چنینگ فرای، ماریز اسپیتس، جان هنسون، اد دیویس، امیر جانسون، ریچوان هولمس، سرج ایباکا، دریموند گرین، جردن هیل، کارلوس بوزر، بلیک گریفین، کوین گارنت، ننی هیلاریو، دریک فیورس، جرج مونرو، پائو گاسول، کریس باش، تیم دانکن، انتونی دیویس. 

## همچنین نگاه کنید
- دو پست‌های بسکتبال